# Wahnena (Minnesota)
Wahnena es un territorio no organizado ubicado en el condado de Cass en el estado estadounidense de Minnesota. En el Censo de 2010 tenía una población de 180 habitantes y una densidad poblacional de 1,99 personas por km².

## Geografía
Wahnena se encuentra ubicado en las coordenadas 47°16′49″N 93°51′13″O / 47.28028, -93.85361. Según la Oficina del Censo de los Estados Unidos, Wahnena tiene una superficie total de 90.29 km², de la cual 88.32 km² corresponden a tierra firme y (2.18%) 1.97 km² es agua.

## Demografía
Según el censo de 2010, había 180 personas residiendo en Wahnena. La densidad de población era de 1,99 hab./km². De los 180 habitantes, Wahnena estaba compuesto por el 91.67% blancos, el 0% eran afroamericanos, el 3.89% eran amerindios, el 0% eran asiáticos, el 0% eran isleños del Pacífico, el 0% eran de otras razas y el 4.44% pertenecían a dos o más razas. Del total de la población el 0.56% eran hispanos o latinos de cualquier raza.